# Matisia valdes-bermejoi
Matisia valdes-bermejoi är en malvaväxtart som beskrevs av Fern.Alonso och Castrov.. Matisia valdes-bermejoi ingår i släktet Matisia och familjen malvaväxter. Inga underarter finns listade i Catalogue of Life.